# Gwendolen Mason
Gwendolen Mason   (24 de maig de 1883 - Oxford, 2 de juliol de 1977) va ser un arpista gal·lesa. Va ser alumna de John Thomas (Pencerdd Gwalia).
Gwendolen va néixer a Menai Bridge, filla de John Eilan Mason Parry i de la seva dona Sarah. El 1913 es va convertir en la primera arpista que va interpretar al Regne Unit la Introducció et allegro pour harpe, flûte, clarinette et quatuor de Maurice Ravel. Es va casar amb Philip Sainton l'abril de 1915.
Encara era professora a la Royal Academy of Music el 1959. Entre els seus alumnes hi havia Gwendoline i Margaret Davies, Shân Emlyn Jones i Osian Ellis. Va ser membre fundador de la United Kingdom Harpists Association, 1964. Va morir als 93 anys.

## Enregistraments
- Maurice Ravel - Ses amis et ses interprets: amb Robert Murchie (flauta), Gwendolen Mason (arpa), Charles Woodhouse (violí), Haydn Draper (clarinet), direcció; Maurice Ravel, Gabriel Pierné, Albert Wolff; orquestres/conjunt, Lamoureux Concerts Association Orchestra, International String Quartet, Colonne Concerts Orchestra: segell "Music & Arts Programs Of America Catalog #: 703 Spars Code: AAD"[8]